# Голосман, Евгений Зиновьевич
Евгений Зиновьевич Голосман (27 декабря 1937 — 26 августа 2023) — учёный-химик, заслуженный химик Российской Федерации, лауреат премии имени В. Н. Ипатьева, премии имени С. И. Мосина.

## Биография
Родился 27 декабря 1937 года.
В 1962 году окончил Московский химико-технологический институт имени Д. И. Менделеева.
После окончания ВУЗа по распределению работал в новомосковском филиале ГИАП (НИАП, «НИАП-КАТАЛИЗАТОР»), посвятив ему 50 лет активной творческой жизни.
Там создал и возглавил сектор (1966), лабораторию (1971), а затем (1978) отдел физико-химических и аналитических исследований, стандартизации и качества, с 2011 года — главный научный сотрудник.
В 1970 году защитил кандидатскую диссертацию, посвященную разработке и исследованию никелевых катализаторов на алюмокальциевой основе.
В 1988 году защитил докторскую диссертацию, посвященную механизму формирования цементсодержащих катализаторов.
С 1996 года — профессор кафедры технологии неорганических веществ Новомосковского института Российского химико-технологического института имени Д. И. Менделеева.
В 1997 году избран академиком Международной академии наук экологии, безопасности человека и природы.
В 2002 году избран академиком Российской инженерной академии.

### Научная деятельность
Научные изыскания связаны с промышленным катализом.
Создатель нового научного направления — химия приготовления оксидных и металлоксидных цементсодержащих катализаторов для широкого круга органических и неорганических процессов.
Разработал малоотходную технологию цементсодержащих катализаторов, а затем организовал промышленное производство на мощностях катализаторного цеха «НИАП-КАТАЛИЗАТОР», на катализаторном производстве Дорогобужского ЗАУ и других предприятиях.
Участник испытаний и внедрения катализаторов на предприятиях химической, металлургической, машиностроительной и нефтехимической промышленности, которые применялись для процессов метанирования, получения защитных атмосфер, синтеза бутиловых спиртов, анилина, низкотемпературной конверсии оксида углерода и др.
В последние годы[какие?] разработал и освоил технологии, организацию производства и внедрение в промышленность катализаторов разложения озона, создание нового высокоэффективного катализатора метанирования, катализаторов очистки газов от закиси азота.
Под его руководством защищено десять кандидатских диссертаций.
Соавтор более 600 публикаций, в том числе 300 статей, трех монографий по цемент-содержащим катализаторам, 10 брошюр, 90 изобретений, часть из которых запатентована за рубежом, 300 тезисов докладов международных и российских конференций.

### Общественная деятельность
В течение 30 лет — заместитель председателя областного правления и более 10 лет — член Центрального правления Российского химического общества имени Д. И. Менделеева.
С 2002 года — член редколлегии журнала «Катализ в промышленности».
Активно занимлся публицистической деятельностью: в различных газетах и журналах им опубликовано около 150 статей, посвященных науке и образованию.

### Смерть
Скончался утром 26 августа 2023 года на 86-м году жизни.

## Награды
- Нагрудный знак «Изобретатель СССР»
- Золотая медаль ВДНХ
- Серебряная медаль ВДНХ
- Бронзовая медаль ВДНХ
- Медаль «Ветеран труда»
- Заслуженный химик Российской Федерации (1998)[2]
- Муниципальная премия города Новомосковска «Человек года» в области науки и научных исследований (2003, 2010)
- Лауреат Всероссийского конкурса «Инженер года России» (2005) — номинация Химия (Разработка технологий)[3]
- Премия имени С. И. Мосина (2005)
- Почетный знак «За заслуги перед РХО им. Д. И. Менделеева» (2006)
- Премия имени В. Н. Ипатьева (за 2009 год, совместно с В. В. Луниным, С. Н. Ткаченко) — за работу «Физико-химические основы промышленной технологии производства водостойких катализаторов очистки газов от озона».
- различные ведомственные награды